# The Rascals
The Rascals (zuvor The Young Rascals) war eine amerikanische Soul- und Pop-Band, die vor allem in den 1960er Jahren populär war.

## Bandgeschichte
1964 spielten Felix Cavaliere, Gene Cornish, Eddie Brigati und Dino Danelli in der Clubband Felix & the Escorts. Nachdem im selben Jahr Sid Bernstein ihr Manager geworden war, nannten sie sich The Young Rascals. Dank Bernstein bekamen die Young Rascals einen Vertrag bei Atlantic Records und konnten schon 1965 im Vorprogramm der Beatles auftreten.
Bereits das Debütalbum The Young Rascals aus dem Jahre 1966 kam bis Platz 15 der US-Charts und notierte 84 Wochen in den Charts. Auf dem Album waren noch ausschließlich Coverversionen von Songs anderer Interpreten zu hören. Doch schon die nächsten Erfolge boten größtenteils Material, das Cavaliere und Brigati verfasst hatten.
Zwischen 1966 und 1968 wurden viele Young-Rascals-Songs zu großen Hits, die bekanntesten unter ihnen sind wohl Good Lovin’ (1966), Groovin’, A Girl Like You (1967) und People Got to Be Free (1968). 1968 erfolgte dann auch die Verkürzung des Bandnamens zu The Rascals.
Trotz erfahrener Studiogäste, wie King Curtis, Chuck Rainey und David Newman, erhielt das 1969er Doppelalbum Freedom Suite miserable Kritiken. Nach dem 1971er Album Search and Nearness verließen Brigati und Cornish daraufhin die Rascals, die 1971 zu Columbia Records wechselten. Als Ersatz kamen Howard „Buzz“ Feiten und Robert Popwell sowie die Sängerinnen Ann Sutton und Molly Holt. Doch es lief nicht gut in der neuen Besetzung, bereits nach zwei weiteren LP-Veröffentlichungen löste sich die Band 1972 auf.
1988 kam es zu einer Reunion der Rascals mit Cavaliere, Danelli und Cornish, aus der jedoch nur einige wenige Konzerte hervorgingen. Schließlich entstanden 1989 gerichtliche Auseinandersetzungen um die Rechte für den Bandnamen: Danelli und Cornish verklagten Cavaliere, der seine neue Band wieder The Young Rascals nennen wollte. Das Gericht entschied, dass Danelli und Cornish sich von nun an The New Rascals nennen dürfen, während sich Cavaliere mit Formerly of the Young Rascals begnügen musste. Der Erfolg vor Gericht brachte Danelli und Cornish jedoch nicht das Geringste, da es zu keiner Plattenveröffentlichung der New Rascals kam.

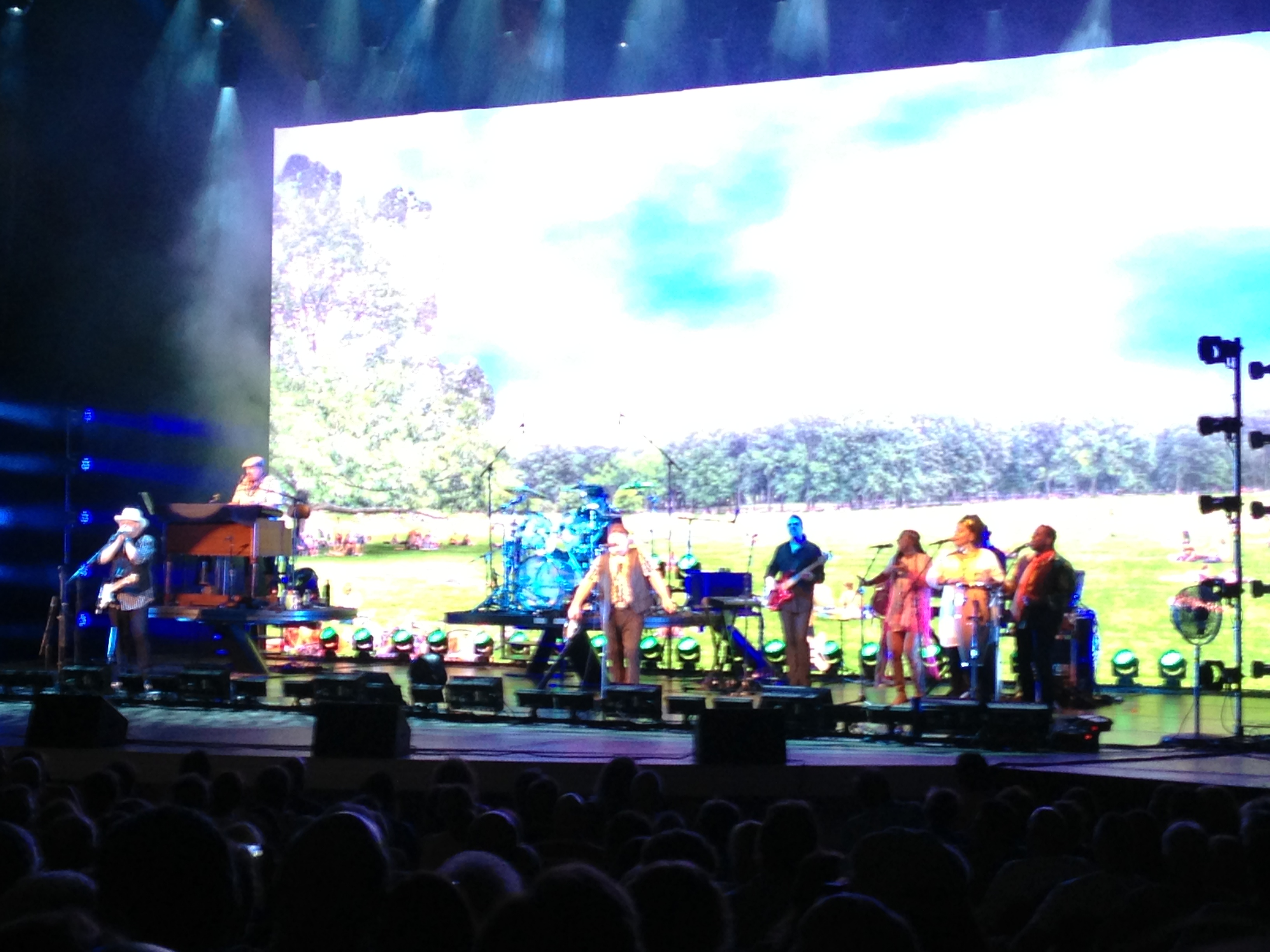
The Rascals, 2013

1997 wurden die (Young) Rascals in die Rock and Roll Hall of Fame aufgenommen.

## Diskografie

### Alben
| Jahr | Titel               | Höchstplatzierung, Gesamtwochen, AuszeichnungChartplatzierungen (Jahr, Titel, Platzierungen, Wochen, Auszeichnungen, Anmerkungen) | Höchstplatzierung, Gesamtwochen, AuszeichnungChartplatzierungen (Jahr, Titel, Platzierungen, Wochen, Auszeichnungen, Anmerkungen) | Höchstplatzierung, Gesamtwochen, AuszeichnungChartplatzierungen (Jahr, Titel, Platzierungen, Wochen, Auszeichnungen, Anmerkungen) | Höchstplatzierung, Gesamtwochen, AuszeichnungChartplatzierungen (Jahr, Titel, Platzierungen, Wochen, Auszeichnungen, Anmerkungen) | Anmerkungen                                             |
| Jahr | Titel               | DE | UK | US | R&B | Anmerkungen                                             |
| ---- | ------------------- | --- | --- | --- | --- | ------------------------------------------------------- |
| 1966 | The Young Rascals   | — | — | US15 Gold · (84 Wo.)US | — | Erstveröffentlichung: April 1966 als The Young Rascals  |
| 1967 | Collections         | — | — | US14 Gold · (74 Wo.)US | R&B5 (25 Wo.)R&B | Erstveröffentlichung: Januar 1967 als The Young Rascals |
| 1967 | Groovin’            | — | — | US5 Gold · (59 Wo.)US | R&B7 (19 Wo.)R&B | Erstveröffentlichung: Juli 1967 als The Young Rascals   |
| 1968 | Once Upon a Dream   | — | — | US9 (30 Wo.)US | R&B7 (22 Wo.)R&B | Erstveröffentlichung: Februar 1968                      |
| 1969 | Freedom Suite       | — | — | US17 Gold · (16 Wo.)US | R&B40 (2 Wo.)R&B | Erstveröffentlichung: März 1969                         |
| 1970 | See                 | — | — | US45 (16 Wo.)US | — | Erstveröffentlichung: Dezember 1969                     |
| 1971 | Search and Nearness | — | — | US198 (1 Wo.)US | — | Erstveröffentlichung: März 1971                         |
| 1971 | Peaceful World      | — | — | US122 (12 Wo.)US | — | Erstveröffentlichung: Mai 1971                          |
| 1972 | The Island of Real  | — | — | US180 (3 Wo.)US | — | Erstveröffentlichung: Mai 1972                          |

### Kompilationen
| Jahr | Titel                                  | Höchstplatzierung, Gesamtwochen, AuszeichnungChartplatzierungen (Jahr, Titel, Platzierungen, Wochen, Auszeichnungen, Anmerkungen) | Höchstplatzierung, Gesamtwochen, AuszeichnungChartplatzierungen (Jahr, Titel, Platzierungen, Wochen, Auszeichnungen, Anmerkungen) | Höchstplatzierung, Gesamtwochen, AuszeichnungChartplatzierungen (Jahr, Titel, Platzierungen, Wochen, Auszeichnungen, Anmerkungen) | Höchstplatzierung, Gesamtwochen, AuszeichnungChartplatzierungen (Jahr, Titel, Platzierungen, Wochen, Auszeichnungen, Anmerkungen) | Anmerkungen                     |
| Jahr | Titel                                  | DE | UK | US | R&B | Anmerkungen                     |
| ---- | -------------------------------------- | --- | --- | --- | --- | ------------------------------- |
| 1968 | Time Peace: The Rascals’ Greatest Hits | — | — | US1 Gold · (58 Wo.)US | R&B4 (22 Wo.)R&B | Erstveröffentlichung: Juli 1968 |

Weitere Kompilationen
- 1973: Star-Collection
- 1976: Sessions Presents the Rascals (US) / 24 Greatest Hits of the Rascals (EU)
- 1985: Rock and Roll Treasures (2 LPs)
- 1986: In Retrospect.
- 1986: The Ultimate Rascals
- 1988: Searching for Ecstasy: The Rest of the Rascals, 1969–1972
- 1991: First Hits (als The Young Rascals)
- 1992: The Rascals: Anthology 1965–1972 (2 CDs)
- 1993: Good Lovin’ (als The Young Rascals)
- 1993: The Very Best of the Rascals
- 2001: All I Really Need: The Atlantic Recordings (1965–1971) (6 CDs)
- 2002: The Essentials
- 2010: Original Album Series (Box mit 5 CDs)
- 2017: The Complete Singles A’s & B’s

### Singles
| Jahr | Titel Album                                                | Höchstplatzierung, Gesamtwochen, AuszeichnungChartplatzierungen (Jahr, Titel, Album, Platzierungen, Wochen, Auszeichnungen, Anmerkungen) | Höchstplatzierung, Gesamtwochen, AuszeichnungChartplatzierungen (Jahr, Titel, Album, Platzierungen, Wochen, Auszeichnungen, Anmerkungen) | Höchstplatzierung, Gesamtwochen, AuszeichnungChartplatzierungen (Jahr, Titel, Album, Platzierungen, Wochen, Auszeichnungen, Anmerkungen) | Höchstplatzierung, Gesamtwochen, AuszeichnungChartplatzierungen (Jahr, Titel, Album, Platzierungen, Wochen, Auszeichnungen, Anmerkungen) | Anmerkungen |
| Jahr | Titel Album                                                | DE | UK | US | R&B | Anmerkungen |
| ---- | ---------------------------------------------------------- | --- | --- | --- | --- | --- |
| 1965 | I Ain’t Gonna Eat Out My Heart Anymore The Young Rascals   | — | — | US52 (9 Wo.)US | — | Erstveröffentlichung: November 1965 als The Young Rascals Autoren: Laurie Burton, Pam Sawyer                                                     |
| 1966 | Good Lovin’ The Young Rascals                              | — | — | US1 Gold · (14 Wo.)US | — | Erstveröffentlichung: Februar 1966 als The Young Rascals Autor: Rudy Clark Original: Lemme B. Good, 1965                                         |
| 1966 | You Better Run Groovin’                                    | — | — | US20 Platin · (7 Wo.)US | — | Erstveröffentlichung: Juni 1966 als The Young Rascals Autoren: Eddie Brigati, Felix Cavaliere                                                    |
| 1966 | Come On Up Collections                                     | — | — | US43 (7 Wo.)US | — | Erstveröffentlichung: September 1966 als The Young Rascals Autoren: Eddie Brigati, Felix Cavaliere                                               |
| 1967 | I’ve Been Lonely Too Long Collections                      | — | — | US16 (14 Wo.)US | R&B33 (7 Wo.)R&B | Erstveröffentlichung: Januar 1967 als The Young Rascals Autoren: Eddie Brigati, Felix Cavaliere                                                  |
| 1967 | Groovin’                                                   | DE20 (6 Wo.)DE | UK8 (13 Wo.)UK | US1 Gold · (13 Wo.)US | R&B3 (11 Wo.)R&B | Erstveröffentlichung: 6. April 1967 als The Young Rascals Grammy Hall of Fame + Rock & Roll Hall of Fame Autoren: Eddie Brigati, Felix Cavaliere |
| 1967 | A Girl Like You Groovin’                                   | — | UK37 (4 Wo.)UK | US10 (9 Wo.)US | — | Erstveröffentlichung: Juli 1967 als The Young Rascals Autoren: Eddie Brigati, Felix Cavaliere                                                    |
| 1967 | How Can I Be Sure Groovin’                                 | — | — | US4 (11 Wo.)US | — | Erstveröffentlichung: August 1967 als The Young Rascals Autoren: Eddie Brigati, Felix Cavaliere                                                  |
| 1967 | It’s Wonderful –                                           | — | — | US20 (7 Wo.)US | — | Erstveröffentlichung: November 1967 als The Young Rascals Autoren: Eddie Brigati, Felix Cavaliere                                                |
| 1968 | A Beautiful Morning Time Peace: The Rascals’ Greatest Hits | — | — | US3 Platin · (13 Wo.)US | R&B36 (6 Wo.)R&B | Erstveröffentlichung: März 1968 Autoren: Eddie Brigati, Felix Cavaliere                                                                          |
| 1968 | People Got to Be Free Freedom Suite                        | — | — | US1 Gold · (14 Wo.)US | R&B14 (9 Wo.)R&B | Erstveröffentlichung: Juli 1968 Autoren: Eddie Brigati, Felix Cavaliere                                                                          |
| 1968 | A Ray of Hope Freedom Suite                                | — | — | US24 (8 Wo.)US | R&B36 (2 Wo.)R&B | Erstveröffentlichung: November 1968 Autoren: Eddie Brigati, Felix Cavaliere                                                                      |
| 1969 | Heaven Freedom Suite                                       | — | — | US39 (6 Wo.)US | — | Erstveröffentlichung: Januar 1969 Autor: Felix Cavaliere                                                                                         |
| 1969 | See                                                        | — | — | US27 (8 Wo.)US | — | Erstveröffentlichung: Mai 1969 Autor: Felix Cavaliere                                                                                            |
| 1969 | Carry Me Back See                                          | — | — | US26 (8 Wo.)US | — | Erstveröffentlichung: August 1969 Autor: Felix Cavaliere                                                                                         |
| 1969 | Hold On See                                                | — | — | US51 (7 Wo.)US | — | Erstveröffentlichung: Dezember 1969 B-Seite von I Believe Autor: Felix Cavaliere                                                                 |
| 1970 | Glory Glory Search and Nearness                            | — | — | US58 (6 Wo.)US | — | Erstveröffentlichung: Juli 1970 Autor: Felix Cavaliere                                                                                           |
| 1971 | Love Me Peaceful World                                     | — | — | US95 (4 Wo.)US | — | Erstveröffentlichung: 28. Mai 1971 Autor: Felix Cavaliere                                                                                        |

Weitere Singles
- 1969: I Believe
- 1970: Almost Home
- 1970: Right On
- 1971: Lucky Day
- 1972: Brother Tree
- 1972: Hummin’ Song
- 1972: Jungle Walk